# الهندوسية في المملكة المتحدة

كان للهندوسية وجود في المملكة المتحدة منذ مطلع القرن التاسع عشر حيث كانت الهند حينها جزء من الإمبراطورية البريطانية. بلغ عدد الأفراد الذين اعتبروا أنفسهم هندوساً 817,000 نسمة، وهو ما يعني أنه الهندوس يشكلون نسبة 1.5% من السكان بحسب تعداد عام 2011 في كل من إنجلترا وويلز.
كانت الهندوسية رابع أكبر مجموعة دينية في تعداد المملكة المتحدة عام 2011 بعد المسيحية (بنسبة 59%) واللادينية (بنسبة 25%) والإسلام (بنسبة 5%). ومثَّل الهندوس بالمملكة المتحدة نسبة 27% من مجموع الأفراد ذوي الأصول الجنوب آسيوية بحسب تعداد عام 2011، ما يجعلهم ثاني أكبر مجموعة دينية حيث حلَّ السيخ من ذوي الأصول الجنوب آسيوية بالمرتبة الثالثة (بنسبة 14%) وحلَّ المسلمون من ذوي الأصول الجنوب آسيوية بالمرتبة الأولى حيث بلغت نسبتهم 57% من مجموع المنحدرين من أصولٍ جنوب آسيوية.
وصل عدد المعابد في البلاد إلى 101 معبد هندوسي عام 2001. وبالمقارنة مع الأقليات الديينة الأخرى فقد بلغ عدد المساجد الإسلامية 614 مسجداً وبلغ عدد المعابد السيخية 193 معبداً عام 2001.
| السنة | النسبة | الزيادة |
| ----- | ------ | ------- |
| 1971  | 0.25%  |         |
| 1981  | 0.49%  | +0.24%  |
| 1991  | 0.69%  | +0.20%  |
| 2001  | 0.95%  | +0.26%  |
| 2011  | 1.32%  | +0.37%  |

## الهندوس البريطانيون
تعود أصول الهندوس البريطانيين إلى المهاجرين الذين قدِموا مباشرةً من شبه القارة الهندية والمنحدرين من الهندوس الذين هاجروا بالأصل إلى بلدانٍ أخرى ومن ثم توجهوا إلى المملكة المتحدة وأولئك الذين ولِدوا وترعرعوا في المملكة المتحدة.
تُقسم هجرة الهندوس إلى المملكة المتحدة إلى ثلاثة موجات، وجرت معظم الهجرة الهندوسية عقب الحرب العالمية الثانية. بدأت الموجة الأولى خلال استقلال الهند البريطانية وتقسيمها عام 1947. وعمل وزير الصحة المحافظ إينوك باول أيضاً على تجنيد عدد كبير من الأطباء من شبه القارة الهندية خلال مطلع ستينيات القرن العشرين. وحصلت موجة الهجرة الثانية خلال السبعينيات بصورة رئيسية من شرق أفريقيا ولا سيما بفعل قرار طرد الآسيويين من أوغندا. وتبعها وصول الكثير من الأقليات الهندوسية التي قدمت من غيانا وترينيداد وتوباغو وموريشيوس وفيجي. وبدأت آخر موجات الهجرة خلال العقد التاسع من القرن العشرين، وكانت نتيجةً لسياسة الهجرة التي اتبعتها الحكومة والتي سهَّلت الدراسة والهجرة في المملكة المتحدة. وتألفت هذه الموجة أيضاً من اللاجئين التاميليين من سريلانكا وأصحاب المهن من أطباء ومهندسي برمجيات هنود.
| السنة | هندوس   | مسلمون    | سيخ     |
| 1961  | 30,000  | 50,000    | 16,000  |
| 1971  | 138,000 | 226,000   | 72,000  |
| 1981  | 278,000 | 553,000   | 144,000 |
| 1991  | 397,000 | 950,000   | 206,000 |
| 2001  | 558,810 | 1,600,000 | 340,000 |
| 2011  | 835,394 | 2,707,000 | 423,000 |

يبلغ عدد الأقلية الهندوسية للمنحدرين من أصول جنوب آسيوية في إنجلترا وويلز 806,000 نسمة، أما بخصوص نسبتهم من مجموع السكان ذوي الأصول الجنوب آسيوية؛ فالهندوسية هي ثاني أكبر مجموعة دينية بعد المسلمين الجنوب آسيويين البالغ عددهم 1,628,000 نسمة بحسب تعداد عام 2011. ويعكس هذا النمو الحاصل بالمقارنةِ مع تعداد عام 1991، فقد كان عدد الهندوس يبلغ 397,000 نسمة بالمقارنة مع 703,000 مسلم جنوب آسيوي و 206,000 سيخي جنوب آسيوي بإنجلترا وويلز.
يعيش ما يقرب من نصف هندوس المملكة المتحدة البالغ عددهم 817,000 شخص في منطقة لندن الحضرية بحسب بيانات تعداد عام 2011. وولِد منهم حوالي 300,000 هندوسي من شتى الفئات العمرية في المملكة المتحدة.
تعيش الغالبية العظمى من الهندوس في المناطق الحضرية وتحظى بتمثيلٍ عالي نسبياً على مستوى المهن والوظائف والمناصب الإدارية. ويُرجِّح إحصائياً أن يكون الرجال الهندوس من العاملين في مجال ريادة الأعمال أكثر من المعدل الإحصائي للمجموع العام للسكان، ويُرجِّح إحصائياً أن يكون النساء والرجال الهندوس على حدٍ سواء من الحاصلين على تعليم عالي أكثر من المعدل الإحصائي للمجموع العام للسكان. وكان للهندوس البريطانيين وفقاً لمكتب المملكة المتحدة للإحصاءات الوطنية أعلى نسبة من نسب النشاط الاقتصادي سنة 2011 من بين جميع الأقليات الإثنية في بريطانيا، وسجل الهندوس متوسط ثروة صافية يبلغ 206,000 جنيه إسترليني عام 2006 (بالمقارنة مع متوسط ثروة صافية يبلغ 223,000 جنيه إسترليني للبريطانيين المسيحيين). كما كان للهندوس البريطانيين ثالث أدنى مستويات الفقر لمجموعة دينية على مدى أكثر من عشرين عاماً (بعد المسيحيين واليهود البريطانيين)، وثاني أقل نسب الاعتقال.وبلغت نسبة المحاكمة والسجن 0.5% (لتأتي بعد اليهود البريطانيين 0.3%) من بين جميع المجموعات الإثنية التي تتقصاها وزارة العدل.

## المعابد والمنظمات
وجد تقريرٌ صادر عن جامعة داربي وجودَ تنوع لغوي وثيوصوفي ملحوظ بين صفوف الهندوس في المملكة المتحدة، إلّا أنهم يتشاركون جميعاً الاعتقدات الجوهرية والطقوس والمهرجانات الدينية ذاتها. يعد المجلس الوطني للمعابد الهندوسية والمجلس الهندوسي للملكة المتحدة من بين المنظمات العامة للهندوس في البلاد. كما توجد منظمات محلية تعمل على تنظيم الفعاليات والشؤون الاجتماعية على غرار مجلس برمنغهام الهندوسي.
يعد المجلس الوطني للمعابد الهندوسية من بين المنظمات الأخرى النشطة على المستوى الوطني، وهو أقدم منظمة هندوسية في البلاد. يتألف من ما يزيد عن 300 معبد ومنظمة دينية. يمثل المجلس الهندوسي ما يقرب من 400 منظمة دينية وثقافية مُنتسِبة من مختلف الطوائف الهندوسية بما فيها من معابد، والمنتدى الهندوسي البريطاني الذي يبلغ عدد أعضاءه 300 منظمة تقريباً.
كان هناك أكثر من 150 معبد هندوسي في المملكة المتحدة عام 2012 وكان منها 30 معبد في منطقة العاصمة لندن. كان المعبد الهندوسي في سلاو الذي شيدته الجمعية الثقافية الهندوسية المحلية أول معبد هندوسي مبني خصيصاً في الجزر البريطانية حيث اُفتتح رسمياً عام 1981. أما أول معبد هندوسي في المملكة المتحدة على الإطلاق فافتُتِحَ خلال أواخر عشرينيات القرن العشرين بالقرب من منطقة إيرلز كورت بلندن وظل فاتحاً أبوابه لحوالي أربعة سنين.
يوجد العديد من المنظمات الهندوسية في المملكة المتحدة أبرزها حركة هاري كريشنا.

## المهرجانات والفعاليات الاجتماعية

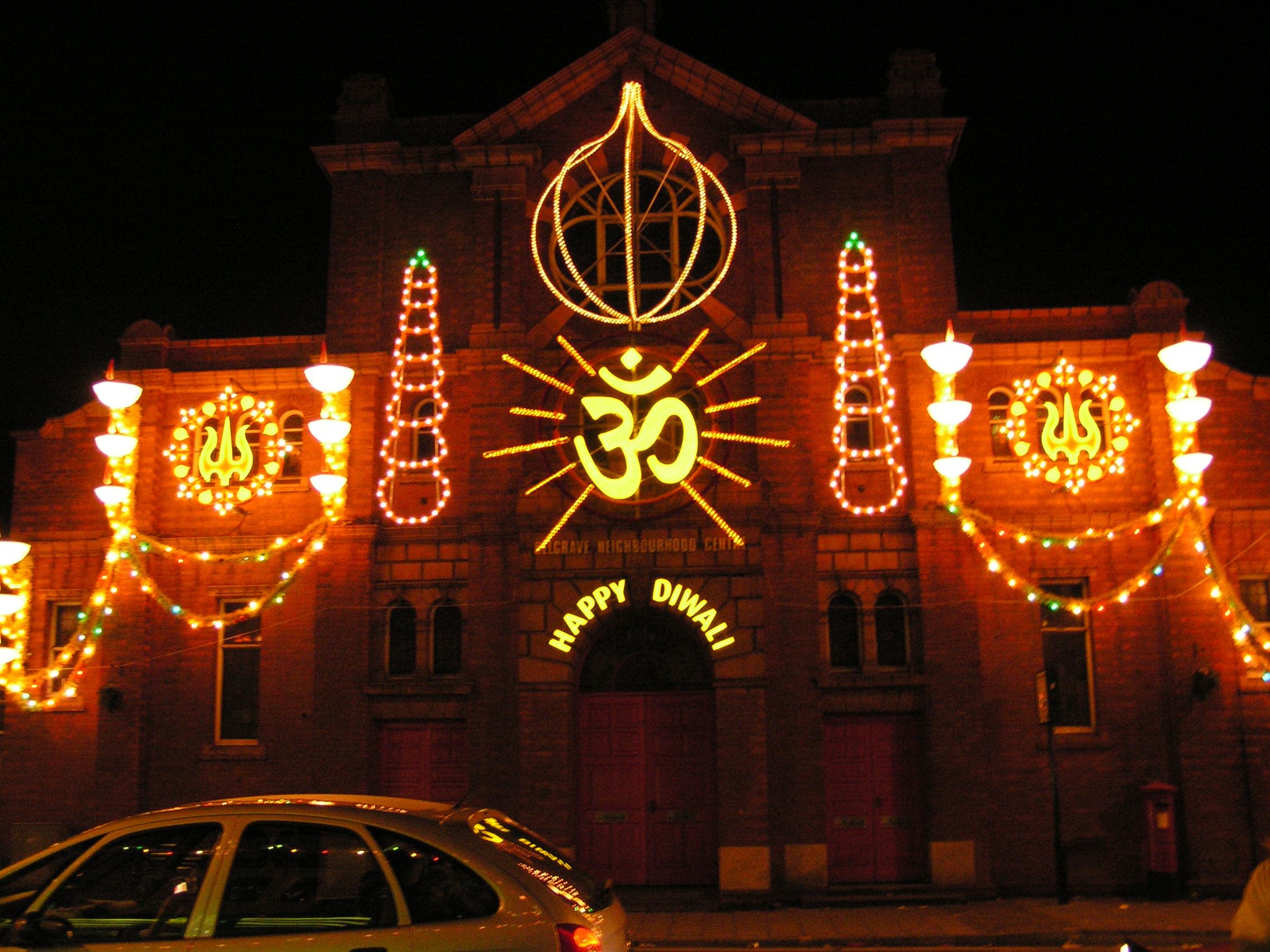
تزينات للاحتفال بدوالي في مدينة ليستر بالمملكة المتحدة.

يحتفل الهندوس في المملكة المتحدة بالمهرجانات الدينية الكبرى مثل ديوالي. وتُزين المنازل والمحال التجارية بالأضواء الاحتفالية وتؤكل الحلويات الهندوسية مثل لدو وبارفي. وتجمع الفعاليات الاجتماعية مثل الرقصات والاحتفالات كل من الهندوس وغير الهندوس مع بعضهم البعض. وتستضيف ندينة ليستر سنوياً إحدى أكبر احتفالات ديوالي المُقامة خارج الهند.
بدأ مهرجان ديوالي الهندوسي يحظي بقبولٍ أكبر في المجتمع البريطاني. فقد حضر الأمير تشارلز احتفالات الديوالي في إحدى أبرز المعابد الهندوسية بالبلاد مثل معبد شري سوامينارايان ماندير الواقع في حي نيزدن بلندن. وشارك رئيس الوزراء ديفيد كاميرون وزوجته آلافاً من الهندوس في احتفالاتهم بديوالي عام 2013 ومهرجان غوفاردهان بوجا (بالهندية: गोवर्धन पूजा) الذي يحتفل بالنسة الهندوسية الجديدة. ويُحتفل بديوالي كل عام منذ 2009 في شارع 10 داوننغ ستريت بالعاصمة لندن وهو مقر إقامة رئيس الوزراء البريطاني.

## اعتناق الهندوسية
- اعتنق الكوميدي البريطاني الشهير راسل براند الهندوسية.[بحاجة لمصدر]
- اعتنق عازف الغيتار الرئيسي في فرقة البيتلز جورج هاريسون الهندوسية في منتصف ستينيات القرن العشرين. وحُرِق جثمانه عند وفاته تبعاً للطقوس الهندوسية عام 2001 ونُثِرَ رماده في نهر الغانج.[33]
- كما اعتنق الفيلسوف جون ليفي الهندوسية.
- اعتنق الكاتب الروائي كريستوفر إشيروود الهندوسية وظل هندوسياً حتى وفاته.[34]
- احتل ديفيد أناندا هارت عناوين الأخبار الرئيسية خلال شهر سبتمبر من عام 2006 حين اعتنق الهندوسية بينما ظل قسيساً في كنيسة إنجلترا.[35]

## التمييز والصور النمطية
يذكر تقرير أعده روبرت بيركيلي من ترست رانيميد أن مجموعات ومنظمات الأقلية الهندوسية في المملكة المتحدة تواجه تمييزاً وتتعرض لظروفٍ معيقة بشكل ممنهج. فواجه الهندوس تاريخاً طويلاً من عدم المساواة والاستهداف وربط الإعلام بهم صوراً نمطية عدة وكذا في الحياة اليومية، مما عزل الأقلية الهندوسية وعمِلَ على الحد من المجال المتاح لقابلية التفاعل مع المجموعات الأخرى أو معالجة المشاكل التي يواجهونها.
خلُصَ الباحثون إلى أن الأقلية الهندوسية في المملكة المتحدة خاصةً وفي أوروبا عامةً قد واجهت تميزاً في سياسات الهجرة المعتمدة من قِبل الحكومات المحلية. فطالما لاقى الحصول على رخص لتشييد أو توسيع المعابد والمراكز الهندوسية بالرفض في المجالس المحلية لسنوات، أما الكنائس والمساجد فقد حصلت على التراخيص المطلوبة من ذات المجالس المحلية. ويصف الباحث بول ويلر التمييز الذي تعاني منه الأقلية الهندوسية والصادر عن مسؤولي المجالس المحلية في بريطانيا على النحو الآتي:
| الهندوسية في المملكة المتحدة | تواصل الإبلاغ عن أن المشكلة كانت تكمن في ازدحام السير ومشاكل وقوف العربات؛ فعلى سبيل المثال، أخبرنا أحد قادة الأقلية الهندوسية بأن معبده لم يُمنح رخصة أو مساحة مخصصة للمتعبدين لكي يستطيعوا إيقاف سياراتهم خارج المعبد خلال المهرجانات – وتُقام هذه المهرجانات بضعة مرات أثناء السنة الواحدة. وأشار بالمقابل إلى عدم وجود هكذا قيود على صف السيارات في أيام الجمعة بالنسبة للمساجد المحلية، واعتبر الأمر غير عادل. ووصفت امرأة هندوسية في موقع بحث ميداني آخر، مشاكل الحصول على رخصة تخطيط لبناء توسيع وصف السيارات بمعبدها المحلي. وأوضحت الفرق المعاكس لهذا مع تجربة المسلمين الذين وفقاً لما تقوله سُمِح لهم بناء مسجد في 'كل طريق'. – بول ويلر وآخرون (2015)، دراسة بعنوان "الدين أو الاعتقاد، التمييز والمساواة: بريطانيا في السياقات الدولية" - جامعة داربي | الهندوسية في المملكة المتحدة |

أبلغ ما يقرب من 50% من الأطفال الهندوس في المدارس البريطانية سواء أكانوا فتيات أو فتيان عن تعرضهم للتنمر بسبب دينهم الهندوسي وأصولهم الدينية. في حين تشير الباحثة كلير مونكس وآخرون إلى تعرض الأطفال من مختلف العروق وديانات الأقليات الأخرى للتنمر في المدارس البريطانية.
لا ينحصر التعرض للتمييز والصور النمطية على الأقلية الهندوسية في المملكة المتحدة وحسب. فقد واجهت كل من الأقليتين المسلمة واليهودية في البلاد نفس النوع من التحديات التي يواجهها الهندوس. وكان السياسيون البريطانيون قد ناقشوا سن تشريعات وهيئات جديدة تهدف للاستجابة والإحاطة بالتمييز الحاصل على أساس المعتقد الديني.
كثيراً ما مارست نوادي الغولف الخاصة والنوادي الريفية وغيرها من المنشآت الاجتماعية التمييز بحق الهندوس في بريطانيا ووصل الأمر إلى منع دخولهم في بعض الأحيان – وهو ذات الأمر الذي واجته أقليات أخرى مثل السيخ والمسلمون والأفارقة وغيرهم، واُعتمدت عام 1998 أجزاء من القانون الأكبر للاتحاد الأووربي الخاص بمبدأ «حرية التجمع» سعياً للحد من هذه الممارسة في البلاد. وفي بعض الأمثلة فقد أشارت دراسة للباحث بول إغانسكي صدرت عن مطابع جامعة أكسفورد إلى أن الهندوس والسيخ أصبحوا عرضة للاستهداف في أعقاب ردود الفعل على وقوع حوادث الإرهاب المتطرف الجهادية، مثلما حصل بعد تفجيرات لندن عام 2005 حيث تعرضوا للاستهداف والتمييز أكثر من المسلمين أنفسهم.

## وصلات خارجية
- الهندوسية – أصول الهندوس والمنظمات الأساسية في المملكة المتحدة جامعة داربي (بالإنجليزية)
- المجلس الوطني للمعابد الهندوسية (المملكة المتحدة) (بالإنجليزية)
- دليل المعابد الهندوسية في المملكة المتحدة (بالإنجليزية)